# Magyaralmás, Fejér
Magyaralmás  este un sat în districtul Székesfehérvár, județul Fejér, Ungaria, având o populație de 1.566 de locuitori (2011). 

## Demografie
Componența etnică a satului Magyaralmás
     Maghiari (97,81%)
     Germani (1,56%)
     Necunoscut (0,35%)
     Români (0,28%)
     Alții (0,35%)
Componența confesională a satului Magyaralmás
     Romano-catolici (37,23%)
     Reformați (23,56%)
     Fără religie (16,09%)
     Necunoscută (21,58%)
     Alte religii (2,75%)
Conform recensământului din 2011, satul Magyaralmás avea 1.566 de locuitori. Din punct de vedere etnic, majoritatea locuitorilor (97,81%) erau maghiari, cu o minoritate de germani (1,56%). Apartenența etnică nu este cunoscută în cazul a 0,35% din locuitori. Nu există o religie majoritară, locuitorii fiind romano-catolici (37,23%), reformați (23,56%) și persoane fără religie (16,09%). Pentru 21,58% din locuitori nu este cunoscută apartenența confesională.